# سیچاری
سیچاری (به لاتین: Sychari) یک منطقهٔ مسکونی در قبرس شمالی است که در Girne District واقع شده‌است. سیچاری ۲۹۰ نفر جمعیت دارد.